# 羟硅锰石
羟硅锰石（英語：Jerrygibbsite）是一種稀有矽酸鹽礦物，化學式為(Mn,Zn)9(SiO4)4(OH)2。 此礦物 最初由 Pete J. Dunn 於 1984 年發現，並以礦物學家 Gerald V. Gibbs（生於 1929 年）的名字命名。 標準產地在美國新澤西州富蘭克林弗納斯及納米比亞的 Otjozondjupa 地區。羟硅锰石是硅镁石 礦物組的成員之一。 它也是斜硅锰石的同质异形体 。

## 組成
羟硅锰石的分子式為 ((Mn,Zn)9(SiO4)4(OH)2，通常含有鐵、鎂、鈣或水等雜質。 理想分子式為 Mn9(SiO4)4(OH) 2 與斜硅锰石相同，且屬同质异形体。兩者皆爲是硅镁石組的成員。 

## 地質產狀
羟硅锰石 僅分佈在新澤西州富蘭克林的 Franklin Furnace 礦和納米比亞的 Kombat 礦 。 [5][4] 大多數的硅镁石礦物組只在這裡分佈。羟硅锰石與矽鋅礦、红锌矿和斜硅锰石伴生，形成一種不常見的組合。 羟硅锰石通常呈互鎖的它形晶的塊狀礦物，晶體最大可達 0.5 mm × 2.0 mm，具有典型的變質結構。